# Celeste Cortesi
Silvia Celeste Rabimbi Cortesi (sinh ngày 15 tháng 12 năm 1997) là người mẫu và người đẹp người Ý gốc Philippines, người đã đăng quang Hoa hậu Hoàn vũ Philippines 2022. Cô đại diện cho Philippines tại cuộc thi Hoa hậu Hoàn vũ 2022.
Trước đó, cô đã đăng quang Hoa hậu Trái Đất Philippines 2018 và đại diện cho Philippines tại cuộc thi Hoa hậu Trái Đất 2018, nơi cô đã lọt vào Top 8.

## Tiểu sử
Cortesi sinh ngày 15 tháng 12 năm 1997 tại Pasay, Vùng đô thị Manila, Philippines với một người mẹ là người Philippines Bicolano sinh ra ở Camarines Sur, Philippines và cha là người Ý sinh ra ở Venezuela. Cô đã làm việc như một người mẫu ở Ý trước khi chuyển về Philippines. Cô đại diện cho Philippines lần đầu tiên với tư cách là ứng cử viên của Hoa hậu Trái đất Philippines 2018 tại Cộng đồng người Philippines ở Roma, Ý.

## Các cuộc thi sắc đẹp

### Hoa hậu Trái Đất Philippines 2018
Cortesi là người chiến thắng trong phiên bản đầu tiên của cuộc thi Hoa hậu Trái Đất Philippines-Ý tại Roma. Cô tham gia cuộc thi sau khi được mẹ khuyến khích. Vào ngày 19 tháng 5 năm 2018, cô đã đăng quang ngôi vị Hoa hậu Trái Đất Philippines 2018, được trao lại vương miện bởi Hoa hậu Trái Đất Philippines 2017 và Hoa hậu Trái Đất 2017 Karen Ibasco.

### Hoa hậu Trái Đất 2018
Sau khi chiến thắng tại cuộc thi Hoa hậu Trái Đất Philippines 2018, cô đã giành được quyền đại diện cho Philippines tại cuộc thi Hoa hậu Trái Đất 2018, cô đã lọt vào Top 8 chung cuộc.

### Hoa hậu Hoàn vũ Philippines 2022
Vào ngày 6 tháng 4 năm 2022, đại diện cho Pasay, Cortesi được xác nhận là một trong ba mươi hai thí sinh chính thức của cuộc thi Hoa hậu Hoàn vũ Philippines 2022.
Cortesi giành giải Hoa hậu ăn ảnh và Người mặc áo tắm đẹp nhất. Cô cũng giành được các giải thưởng Frontrow Best Arrival Look, Miss Avana và Miss Aqua Boracay. Kết thúc sự kiện, Cortesi được Hoa hậu Hoàn vũ Philippines 2021 Beatrice Gomez trao lại ngôi vị Hoa hậu Hoàn vũ Philippines 2022.

### Hoa hậu Hoàn vũ 2022
Với danh hiệu đạt được, Celeste chính thức đại diện cho Philippines tại cuộc thi Hoa hậu Hoàn vũ 2022. Trong đêm chung kết, cô không may mắn được gọi tên vào Top 16 chung cuộc. Điều này đã chấm dứt chuỗi thành tích 12 năm liên tiếp lọt Top Hoa hậu Hoàn vũ của Philippines (2010 - 2021).